# Jordan Belfort
Jordan R. Belfort (The Bronx, 9 juli 1962) is een Amerikaans voormalig effectenmakelaar en fraudeur die nu motivatiespreker is.

## Vroege carrière
Belfort was afkomstig uit een Joodse familie in de Bronx. Naar eigen zeggen verdiende hij 's zomers fors bij met het illegaal verkopen van ijs op het strand, zodat hij voor zijn studie kon sparen. Belfort studeerde biologie aan de particuliere universiteit American University, waarna hij zich inschreef bij University of Maryland School of Dentistry voor een studie tandheelkunde. Naar eigen zeggen gaf hij hier de brui aan toen een docent verkondigde 'wanneer je alleen maar veel geld wil verdienen, zit je hier verkeerd.' Nadien probeerde hij een aan-huis vlees-en-visverkoopservice op te zetten, wat resulteerde in een faillissement.

## De Wolf van Wall Street
In 1987 wist hij via een familielid een baantje bij L.F. Rothschild te bemachtigen. Net toen Belfort zijn makelaarsvergunning had behaald, ging Rothschild ten gevolge van de Beurscrash van 1987 (Zwarte Maandag) failliet, waarop hij bij Stratton Securities belandde. Dit brokerbedrijf was gespecialiseerd in penny stocks: aandelen met een zeer lage nominale waarde die via cold calling met fraaie verkooppraatjes tegen hoge commissies aan voornamelijk laagopgeleiden werden verkocht. Hieruit kwam in de jaren 90 Stratton Oakmont voort, dat Belforts eigen bedrijf werd nadat hij Stratton Securities uitkocht. Deze firma was nog steeds gespecialiseerd in penny stocks maar richtte zich nu op de midden- en hogere klasse. Rond deze periode kreeg hij ook zijn bijnaam 'the Wolf of Wall Street' uit een negatief artikel van Forbes over hem en zijn onderneming. Deze bijnaam groeide uit tot een geuzennaam binnen het bedrijf.
Hoewel de verkoopmethoden van Belforts oorspronkelijke werkgever Stratton Securities destijds laakbaar maar nog niet direct illegaal waren, overtrad diens eigen bedrijf Stratton Oakmont wel op meerdere punten de wet. Zoals Belfort zelf tegen een verslaggever van de New York Post verklaarde: 'Je wordt veel makkelijker rijk als je je niet aan de regels houdt.' Belfort hanteerde niet alleen zeer agressieve verkoopmethoden, maar manipuleerde ook de beurskoersen via stromannen ('ratholes'). Bovendien kon hij op deze manier ook het bedrijf en gelieerde brokers zelf onder de duim houden. Wie niet meewerkte kon zo worden afgestraft met een koersdaling, wie wel meewerkte werd beloond met een koersstijging. Uiteindelijk werden de feitelijk zwaar overgewaardeerde aandelen geleidelijk gedumpt bij het publiek. Derhalve was de strategie van Stratton Oakmont een variatie op de pump and dump truc. Ook waste Belfort een deel van zijn illegale winsten wit via een Zwitserse bankrekening beheerd door een aangetrouwde tante die als katvanger dienstdeed.
Belfort werd snel schatrijk en hield er een extravagante levensstijl met veel alcohol, drugs en seks op na. Hij was zwaar verslaafd aan cocaïne, Quaalude en vele andere medicijnen. De SEC vermoedde al snel onregelmatigheden en schakelde de FBI in. Rechercheur Gregory Coleman zou het onderzoek leiden dat hem uiteindelijk ten val zou brengen.

## Val en veroordeling
In 1998 werd Belfort beschuldigd van beursfraude en witwassen. Hij verleende zijn assistentie aan de FBI en zat daardoor slechts 22 maanden in de gevangenis. Daar leerde hij Tommy Chong kennen, die hem aanraadde zijn belevenissen op te schrijven; dat werden The Wolf of Wall Street en Catching the Wolf of Wall Street. Ondanks de grote opbrengsten van zijn boeken, heeft Belfort zijn in 2003 opgelegde wettelijke boete van 110 miljoen dollar nog steeds niet volledig betaald.
Het verhaal van Jordan Belfort inspireerde de film Boiler Room (2000). In 2013 volgde de blockbuster The Wolf of Wall Street (2013) van Martin Scorsese met Leonardo DiCaprio.
Op het einde van The Wolf of Wall Street komt de echte Jordan Belfort heel even in beeld waarin hij Leonardo DiCaprio aankondigt als spreker op een sales seminar.
De laatste jaren verdient hij zijn geld met het geven van lezingen.

## Privé
Belfort is drie keer getrouwd geweest. Hij scheidde van zijn eerste vrouw Denise Lombardo om een relatie aan te gaan met Nadine Caridi, een Engels model. Zij werd door hem de 'Hertogin van Bay Ridge' genoemd en hij vernoemde zijn jacht Nadine naar haar. Samen kregen ze twee kinderen. In 2005 scheidde Caridi van Belfort wegens herhaaldelijke affaires met andere vrouwen en gewelddadig gedrag ten gevolge van zijn drugsverslaving. Inmiddels is Belfort getrouwd met Christina Invernizzi.